# August Eichhorn (Cellist)
August Theodor Eichhorn (* 30. Juli 1899 in Mainz; † 16. Juni 1980 in Bensheim) war ein deutscher Musiker und Professor für Violoncello.

## Leben
Von 1933 bis zu seiner Einberufung zum Militär im Jahre 1942 war Eichhorn Solocellist im Gewandhausorchester Leipzig und lehrte an der Staatlichen Hochschule für Musik. Nach dem Zweiten Weltkrieg lehrte er an der Musikhochschule Heidelberg-Mannheim sowie bis 1961 weiterhin als Gast in Leipzig. Zu seinen Schülern zählen Reinhold Johannes Buhl, Siegfried Pank, Josef Schwab und Gerhard Mantel.
August Eichhorn hatte großen Einfluss auf die Streicherpädagogik. Er war einer der Ersten, deren Lehrmethoden auf wissenschaftlichen Grundlagen, den physiologischen Möglichkeiten des menschlichen Körpers und den physikalischen Gegebenheiten des Cellos sowie den Erkenntnissen von Adolf Steinhausen und Wilhelm Trendelenburg basierten. So prägte er beispielsweise den Begriff der „Trinität des Klanges“: Es komme auf Kontaktstelle, Druck und Geschwindigkeit des Bogens an. Er kann als Begründer einer neuen deutschen Celloschule bezeichnet werden.
Eichhorn war einer der ersten Studenten Emanuel Feuermanns in Köln. Mit Hilfe der Kenntnisse aus einem zusätzlichen Studium der Anatomie und Physik in Heidelberg analysierte Eichhorn das Spiel Feuermanns und entwickelte u. a. eine Theorie zu einem künstlerisch höchst effizienten biomechanischen Hebelsystem in der Bogenführung, wie er es bei Feuermann beobachtet zu haben glaubte. Dieses Hebelsystem lässt sich dadurch charakterisieren, dass der bogenführende Arm in Masse balancierende Schwingungen (Oszillationen) versetzt wird. Bildlich kann man sich dies als Kette von zusammenhängenden Wippen vorstellen, so dass die zu überwindende Masseträgheit in der Bogenführung auf ein Minimum reduziert wird. In solch einem mobileartigen System gekoppelter Oszillatoren können kleine muskuläre Impulse bereits relativ große reaktionäre Bewegungen in Schwung halten. Eichhorn versuchte in der Folge seine Studenten/innen auch durch die Vermittlung seiner Theorien systematisch künstlerisch voranzubringen. Die Relevanz der Verwendung von Eichhorns Bewegungsmodell für die Ausbildung künstlerischer Expertise wurde anhand dreidimensionaler computergestützter Bewegungsanalyse in Studien ansatzweise belegt (vgl. Hasselbach & Gruhn & Gollhofer 2010, 2011). Eine neuere Studie zeigte jedoch, dass bei einer Untersuchung professioneller Geiger aus mehreren deutschen Orchestern keine signifikanten Zusammenhänge zwischen der Ausprägung an Masse balancierenden Oszillationen (MBOs) und der erreichten Position im Orchester bzw. dem Renommee des Orchesters zu finden waren. Hoch signifikante Zusammenhänge ließen sich jedoch zwischen der Ausprägung an MBOs und dem Vorhandensein bzw. der Ausprägung des Leidens an einer spielbedingten Erkrankung zeigen. (vgl. Hasselbach & Gruhn & Gollhofer 2019) Fazit: Eichhorns Bewegungs-Modell im Sinne einer biomechanischen Topologie (vgl. Bongaardt 2001, Bernstein 1996, Schack 2010) scheint zwar nur ein möglicher Weg von vielen zu künstlerischer Expertise zu sein, aber einer der langfristig gesündesten Wege unter professioneller Belastung bei Geigern. Für den konkreten beruflichen Erfolg scheinen andere Variablen wie z. B. Persönlichkeit oder Marketing-Strategien größeren Einfluss zu haben als das erlernte Bewegungsmodell. Allerdings findet sich die Anwendung Masse balancierender Oszillationen wesentlich häufiger bei professionellen Orchester-Geigern als bei Kindern, Jugendlichen und beispielsweise Studierenden des Lehramts Musik, die Geige spielen. Insofern ist die Verwendung von MBOs weiterhin als Kennzeichen von hoher Expertise anzusehen, wenn auch nicht als conditio sine qua non. Eine Studie von Bangert et al. (2017) zum Schlagzeugspiel im Hochtempobereich hat ebenfalls die Verwendung von gegenphasigen Oszillationen um einen Drehpunkt in der Hand als optimierte Bewegungsstrategie belegen können. Diese Strategie wurde signifikant häufiger von professionellen Schlagzeugern verwendet als von Amateuren. Ein signifikanter Zusammenhang zwischen niedrigerer Schwankungsbreite des Timings sowie der Lautstärke bei professionellen Schlagzeugern könnte also seinen Grund auch in der Verwendung gegenphasiger Oszillationen haben, was biomechanisch gesehen plausibel erscheint. (vgl. Bangert & Junk & Benckert & Jabusch 2017)

## Schriften
- Margarete Hopfer: Die Klanggestaltung auf Streichinstrumenten. Das Naturgesetz der Tonansprache. Kurze Einführung in die gestaltende Dynamik der Bogenmechanik von August Eichhorn. Kistner & Siegel, Leipzig 1941.